# Colladonus nugax
Colladonus nugax är en insektsart som beskrevs av Van Duzee 1925. Colladonus nugax ingår i släktet Colladonus och familjen dvärgstritar. Inga underarter finns listade i Catalogue of Life.